# عمر رودریگز-لوپز
عمر رودریگز-لوپز (اسپانیایی: Omar Rodríguez-López‎؛ زادهٔ ۱ سپتامبر ۱۹۷۵) موسیقی‌دان و نوازندهٔ مسلط بر چند ساز اهل پورتوریکو است. او از سال ۱۹۹۰ میلادی تاکنون مشغول فعالیت بوده و بیشتر به‌عنوان گیتارنواز و رهبر گروه راک مارس ولتا شناخته می‌شود.
عمر رودریگز-لوپز، ترانه‌سرا، نویسنده، تهیه‌کننده و کارگردان فیلم نیز هست؛ از فیلم‌ها یا برنامه‌های تلویزیونی که در آن نقش داشته می‌توان به فریدا اشاره کرد.